# Hybris (mitologia)
Hybris (em grego ὕϐρις, "hýbris"), na mitologia grega, era  a daemon que personifica a insolência, violência, orgulho imprudente, arrogância e qualquer comportamento ultrajante no geral. Segundo Higino, era filha de Nix e Érebo.
Sua versão romana é Petulantia, espírito (ou daemon) da lascívia e orgulho imprudente.
A deusa pode ser caracterizada pelas suas atitudes que passam do limite, aludindo a uma confiança excessiva, um orgulho exagerado, presunção, arrogância ou insolência, que com frequência termina sendo punida. Na Antiga Grécia, aludia a um desprezo temerário pelo espaço pessoal alheio, unido à falta de controlo sobre os próprios impulsos, sendo um sentimento violento inspirado pelas paixões exageradas, consideradas doenças pelo seu caráter irracional e desequilibrado. Pode ser encontrada, na maior parte do tempo, no mundo mortal, mas sendo uma daemon também é encontrada vagando pelo submundo ou por Érebo (a escuridão profunda), seu pai.